# Lindon
Lindon Beleriand elsüllyedt földrészének utolsó felszínen maradt darabja. Zöldellő és derűs vidék, mely Középfölde legnyugatibb részén terül el. A Lúni-öböl két részre, Forlindonra (északon) és Harlindonra (délen) osztja. A Másodkorban ez volt Gil-galad királysága, s a Középföldén maradt noldák többségének otthona. A Másodkorban a tündék, Szauron és az Utolsó Szövetség közt dúló háború során elnéptelenedett királyság Gil-galad halála után összeomlott (ekkor a királyság intézménye is megszakadt). A Harmadkorban ennek ellenére több vándorló tündecsapat is Lindont tekintette otthonának.
A Szürkerév és a Fehér Tornyok kivételével Lindonban nem találhatók városok vagy látható települések, de sok rejtett csarnok és titkos menedék lapul e földön, melyekre csupán azok bukkannak rá, akik tudják, hol keressék őket. A Kék-hegység törpjeit leszámítva csak tündék élnek Lindonban. Az átutazók nyugtalanítónak találják a vidék csendjét és lakatlanságát. Lindonban gyér erdők váltakoznak a part menti füves pusztákkal és a hegyek lábánál bozótosok és hangások terülnek el.
Azt mondják, Lindonban mindenütt hallani a Tenger hangját s érezni az illatát, már ami a tündefület és tündeorrot illeti. Amikor népe nagy része a Negyedkor hajnalán elhagyta, még üresebb, némább vidék lett, ahol csak madarak és egyéb állatok élnek.